# 강변북로

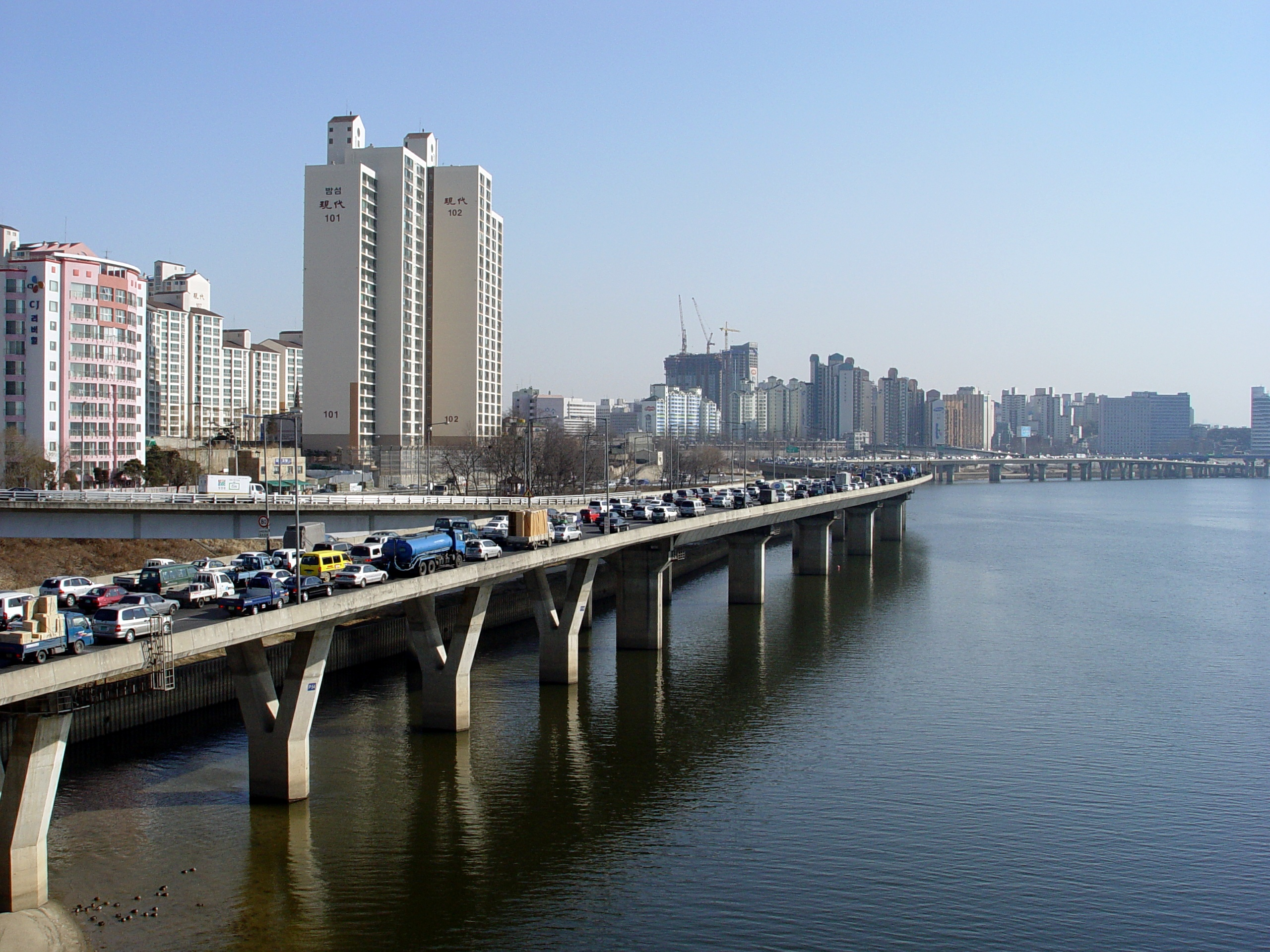
강변북로 서강대교 북단에서 동쪽을 바라본 모습

강변북로(江邊北路)는 서울특별시 마포구 상암동 가양대교 북단 시계에서 경기도 남양주시 가운사거리를 연결하는 도로이다. 대부분의 구간이 서울특별시의 도시고속화도로이며, 제한최고속도는 시속 80 km/h 이고, 경기도 구간은 일반도로로 고속화도로 구간이 아니다. 가양대교 북단 시계에서 자유로 (국도 제77호선)와 상호직통된다. 서울특별시도이지만, 종점이 서울이 아닌 경기도에 있다는 것이 주요 특징이다.  마포대교 북단과 천호대교 북단 구간은 46번 국도와 중첩되어 있는 구간이며, 양화대교 북단에서 가양대교 북단 구간은 국도 제77호선과 중첩된다.

## 역사
- 1969년 12월 25일 : 양화대교 북단 ~ 한강대교 북단 8 km 구간 개통[4]
- 1970년 12월 23일 : 한강대교 북단 ~ 용비교 ~ 성동교 (현 용비교 ~ 성동교 구간은 광나루로 구간의 일부) 9.4 km 구간 개통[5]
- 1972년 11월 26일 : 노선 명칭 변경(하단 참조)[6][7]
- 1972년 7월 : 용비교 ~ 잠실대교 북단 5 km 구간 개통[8]
- 1980년 1월 : 행주대교 북단 ~ 성산대교 북단 7.2 km 구간 착공[9]
- 1981년 6월 26일 : 잠실대교 북단 ~ 천호대교 북단 개통[10]
- 1982년 7월 : 성산대교 북단 ~ 행주산성 (행주대교 북단) 구간 (현 자유로 구간의 일부) 개통[11]
- 1984년 3월 21일 : 강변4로(양화대교 북단 ~ 한강대교 북단 4 km 구간)를 "대건로"로 개칭[12]
- 1984년 11월 16일 : 강변1로의 기점을 광장동 시계에서 천호대교 북단으로 변경하여 연장이 4.2km에서 2.4km로 단축[13]
- 1986년 7월 12일 : 천호대교 북단 ~ 난지도 시계 구간을 자동차 전용도로로 지정[14]
- 1988년 12월 : 반포대교 북단 ~ 천호대교 북단 구간 확장공사 착공[15]
- 1994년 10월 1일 : 토평 나들목 개통[16]
- 1996년 3월 1일 : 용비교 (현 서빙고로 구간의 교량) 재시공에 따른 폐쇄[17]
- 1996년 5월 : 잠실대교 ~ 천호대교 북단 3.6km 구간 왕복 8차로 확장공사 착공[18]
- 1996년 7월 1일 : 국도 노선 변경으로 인해 마포대교 북단 ~ 천호대교 북단 구간 국도 제46호선으로 지정[19]
- 1996년 12월 30일 : 당산철교 ~ 한강철교 구간 개통[20]
- 1997년 5월 10일 : 기존도로 확장 및 신설 구간을 포함해 천호대교 북단 ~ 난지도 시계 26.8km 구간을 자동차 전용도로로 지정[21]
- 1997년 6월 24일 : 성산대교 ~ 용비교 (두모교) 구간 확장 개통[22]
- 1997년 10월 14일 : 강변북로로 개칭[23]
- 1998년 8월 20일 : 새남터다리 ~ 한강대교 북단 ~ 대한의사협회(용산구 이촌1동 ~ 이촌2동, 지금의 이촌로와 이촌로46길의 일부) 700m 구간을 자동차 전용도로에서 해제[24]
- 2000년 8월 10일 : 서빙고고가교 ~ 성수대교 북단(용산구 보광동 보광빗물펌프장 ~ 성동구 성수동 뚝도정수사업소, 지금의 뚝섬로의 일부) 5.3km 구간을 자동차 전용도로에서 해제[25]
- 2003년 : 천호대교 북단 ~ 구리시 구간 개통
- 2004년 2월 20일 : 천호대교 북단 ~ 광진구 광장동 시계 1.56km 구간을 자동차 전용도로로 지정[26]
- 2009년 7월 10일 : 도로명주소를 시행하면서 구리시의 "토평강변로"와 남양주시의 "종합운동장로"를 강변북로 구간에 편입[27]
- 2017년 8월 2일 : 남양주시 가운사거리 ~ 도농삼거리 구간을 다산지금로로 분리.[28]

## 노선 명칭의 변화

### 1972년 이전의 노선 명칭
1972년 이전의 강변도로에는 강남, 강북에 관계 없이 준공 순으로 '강변1로 ~ 강변9로'라는 이름이 붙었다. 굵은 글씨가 현재 강변북로 구간이다. 그 외는 현재의 올림픽대로나 노들로의 일부이다.
- 강변1로: 제1한강 ~ 영등포구청
- 강변2로: 영등포구청 ~ 제2한강
- 강변3로: 제1한강 ~ 제2한강
- 강변4로: 제1한강 ~ 용비교
- 강변5로: 제1한강 ~ 영동교
- 강변6로: 용비교 ~ 잠실교
- 강변7로: 영동교 북단 ~ 하일동시계
- 강변8로: 제2한강 ~ 난지도 시계
- 강변9로: 양화동 ~ 개화동시계

### 1972년 이후 사용 노선 명칭
서울특별시 가로명 제정(서울특별시공고제268호) 기준이다. 한강 상류로부터 하류로 가면서 강변1로 ~ 강변5로로 부여하였다.
- 강변1로: 천호대교북단 ~ 잠실대교북단[29]
- 강변2로: 잠실대교북단 ~ 한남대교북단
- 강변3로: 한남대교북단 ~ 한강대교북단
- 강변4로: 한강대교북단 ~ 양화대교북단
- 강변5로: 양화대교북단 ~ 난지도 시계

이 중에서 강변4로는 1984년에 로마 교황의 방한을 기념하여 대건로로 이름이 바뀌었다.
그러나 일반 시민들은 이 도로를 가리킬 때 위와 같이 구간별로 구분하기보다는 강변도로, 강변대로, 강변북로, 강북강변로, 강변도시고속도로 등의 이름으로 부르는 경우가 많았다. 1990년대 중반까지 이들 명칭이 혼용되다가 1997년 10월 14일에 서울시 지명위원회에서 강변북로로 명칭을 결정하여 지금은 완전히 정착하였다.

## 나들목 · 분기점
강변북로 일산방향에서는 올림픽대교, 잠실대교, 영동대교, 성수대교, 한강대교, 마포대교, 양화대교, 성산대교, 가양대교, 방화대교  등만이 다리로 바로 진입이 가능하다. 그러므로 서울의 야구장을 가는 사람 입장에서도 강변역을 기준으로 잠실야구장으로 갈 경우, 강변북로를 타다 잠실대교로 갈아타서 건너편 서울종합운동장 쪽으로 나가면 되고, 강변역 기준에서 고척스카이돔으로 갈 경우는 강변북로를 탄 후 성산대교로 갈아타서 1호선 구일역까지 쭉 타고 가면 갈 수 있다. 강변북로 일산방향을 이용하면 성수대교 이후 한강대교에 이르기까지는 교량 진출로가 전혀 없으므로 주의해야 한다. 강변북로 일산방향에서 동작대교와 반포대교를 타는 방법은 도중에 신동아 아파트(동부이촌동)가 나오므로 그 곳으로 진입해 이촌로(서빙고역)로 빠져나가서 바로 직진을 하면 동작대교이 나오고 역P턴을 하면 반포대교를 탈 수 있지만 이는 시간이 너무나 많이 걸린다. 반대로 강변북로 구리방향에서는 잠수교와 동호대교를 제외한 모든 한강 다리에 바로 진입이 가능하다. 일반적인 나들목 형태와 다르게 1차로 좌측에 진출입로가 생기는 곳이 상당히 많아 따로 표기하였다.
- 시설물
  - IC : 나들목 (Interchange)
  - IS : 평면 교차로 (Intersection)
  - JC : 분기점 (Junction)
- (■): 국도 제77호선 중복 구간
- (■): 국도 제46호선 중복 구간
- (■): 국도 제46호선, 동부간선도로 중복 구간
- (■): 일반도로 구간(서울특별시도 제70호선 구간이 아니며, 고속화도로 구간이 아님)
- 가양대교 ~ 영동대교 구간은 국가지원지방도 제23호선과 중복된다.

| 종류              | 번호          | 이름                          | 로마자 이름         | 접속 노선                                                                    | 소재지        | 소재지        | 램프방향      | 비고 |
| 자유로와 직결     | 자유로와 직결 | 자유로와 직결                 | 자유로와 직결       | 자유로와 직결                                                                | 자유로와 직결 | 자유로와 직결 | 자유로와 직결 | 자유로와 직결 |
| ----------------- | ------------- | ----------------------------- | ------------------- | ---------------------------------------------------------------------------- | ------------- | ------------- | ------------- | --- |
| IC                | 6             | 가양대교 북단                 | Gayangdaegyo Br.    | 가양대교 화곡로 가양대로                                                     | 서울특별시    | 마포구        | 우측          | |
| IS                | -             | 노을공원                      | Noeul Park          | 하늘공원로                                                                   | 서울특별시    | 마포구        | -             | 일산방향 진출입만 가능 |
| IC                | 7             | 월드컵대교 북단               |                     | 증산로                                                                       | 서울특별시    | 마포구        | 우측          | 구리방향 진출 불가 |
| JC                | 8             | 성산대교 분기점 성산대교 북단 | Seongsandaegyo Br.  | 내부순환로 성산대교 국도 제1호선 (성산로) 국도 제48호선 (성산로)             | 서울특별시    | 마포구        | 양측          | |
| IS                | -             | 명칭 미상                     |                     | 동교로                                                                       | 서울특별시    | 마포구        | -             | 일산방향 진출만 가능 |
| IC                | 9             | 양화대교 북단                 | Yanghwadaegyo Br.   | 양화대교 국도 제6호선 (선유로, 양화로) 국도 제77호선 (선유로)                | 서울특별시    | 마포구        | 좌측          | |
| IS                | -             | 명칭 미상                     |                     | 와우산로                                                                     | 서울특별시    | 마포구        | -             | 일산방향 진출입만 가능 |
| IC                | 10            | 서강대교 북단                 | Seogangdaegyo Br.   | 서강대교 국회대로 서강로                                                     | 서울특별시    | 마포구        | 좌측          | 일산방향 대교 진입 불가 |
| IS                | -             | 명칭 미상                     |                     | 대흥로                                                                       | 서울특별시    | 마포구        | -             | 일산방향 진출만 가능 |
| IC                | 11            | 마포대교 북단                 | Mapodaegyo Br.      | 마포대교 국도 제46호선 (여의대로)                                            | 서울특별시    | 마포구        | 좌측          | |
| IC                | 11            | 원효로                        | Wonhyoro            | 원효로                                                                       | 서울특별시    | 마포구        | 좌측          | 구리방향 진출 및 일산방향 진입만 가능                                                                                              |
| IC                | 12            | 원효대교 북단                 | Wonhyodaegyo Br.    | 원효대교 여의대방로 청파로                                                   | 서울특별시    | 용산구        | 좌측          | |
| IC                | 13            | 한강대교 북단                 | Hangangdaegyo Br.   | 한강대교 양녕로 한강대로 이촌로                                              | 서울특별시    | 용산구        | 좌측          | 이촌로 이용해 한강대교 북단 진입                                                                                                   |
| IC                | 14            | 동작대교 북단                 | Dongjakdaegyo Br.   | 동작대교 동작대로                                                            | 서울특별시    | 용산구        | 좌측          | 강변북로 일산방향에서 탈 경우 신동아 아파트에 진입해 이촌로로 빠져나가 직진.                                                       |
| IS                | -             | 신동아아파트                  |                     | 이촌로                                                                       | 서울특별시    | 용산구        | -             | 일산방향 진출입만 가능 현대아파트와 서빙고역으로 진입 가능.                                                                        |
| IC                | 15            | 반포대교 북단                 | Banpodaegyo Br.     | 반포대교 반포대로 서빙고로                                                   | 서울특별시    | 용산구        | 좌측          | 1. 반포대교에서 강변북로 일산방향으로 진입 가능. 2. 강변북로 일산방향에서 탈 경우 신동아 아파트에 진입해 이촌로로 빠져나가 역 P턴. |
| IC                | 16            | 한남대교 북단                 | Hannamdaegyo Br.    | 한남대교 강남대로                                                            | 서울특별시    | 용산구        | 우측          | 구리방향 진출입만 가능 |
| JC                | 18            | 성수대교 분기점               | Seongsudaegyo Br.   | 동부간선도로 성수대교 언주로 고산자로 뚝섬로                                 | 서울특별시    | 성동구        | 우측          | 뚝섬로는 일산방향 진출과 구리방향 진입만 가능                                                                                      |
| IC                | -             | 명칭 미상                     |                     | 왕십리로                                                                     | 서울특별시    | 성동구        | -             | 일산방향 진출입만 가능 |
| IC                | 19            | 영동대교 북단                 | Yeongdongdaegyo Br. | 영동대교 국도 제47호선 (영동대로, 동일로) 국가지원지방도 제23호선 (영동대로) | 서울특별시    | 광진구        | 우측          | |
| JC                | 20            | 청담대교 북단                 | Cheongdamdaegyo Br. | 청담대교 동부간선도로                                                        | 서울특별시    | 광진구        | 좌측          | 구리방향 청담대교북단 진출불가 일산방향 양방향 진출불가                                                                            |
| IC                | 21            | 잠실대교 북단                 | Jamsildaegyo Br.    | 잠실대교 국도 제3호선 (송파대로, 자양로)                                     | 서울특별시    | 광진구        | 우측          | |
| IC                | -             | (잠실철교)                    | Jamsil Railway Br.  | 잠실철교 서울 지하철 2호선 강변역로                                          | 서울특별시    | 광진구        | 우측          | 구리방향 진출불가 |
| IC                | 22            | 올림픽대교 북단               | Olympicdaegyo Br.   | 올림픽대교 강동대로 광나루로                                                 | 서울특별시    | 광진구        | 우측          | 일산방향 진출불가 |
| IC                | 23            | 천호대교 북단                 | Cheonhodaegyo Br.   | 천호대교 국도 제43호선 (천호대로) 국도 제46호선 (천호대로) 광진교 구천면로   | 서울특별시    | 광진구        | 우측          | 구리방향은 천호대로 진출만 가능 (광진교 이용불가) 일산방향은 구천면로(워커힐)방향만 진출가능 천호대교에서 진입불가                 |
| IC                | -             | 아천                          | Acheon              | 양재대로 사가정로 국도 제43호선 (아차산로) 국도 제46호선 (아차산로)          | 경기도        | 구리시        | N/A           | |
| IC                | -             | 남구리                        | S.Guri              | 29호선 세종포천고속도로                                                      | 경기도        | 구리시        | N/A           | |
| IS                | -             | 토평삼거리                    | Topyeong            | 벌말로                                                                       | 경기도        | 구리시        | N/A           | |
| IS                | -             | 명칭 미상                     |                     | 코스모스길                                                                   | 경기도        | 구리시        | N/A           | |
| IC                | -             | 토평                          | Topyeong            | 100호선 수도권제1순환고속도로 왕숙천로                                       | 경기도        | 구리시        | N/A           | |
| BR                | -             | 수석교                        | Suseokgyo Br.       |                                                                              | 경기도        | 구리시        | N/A           | |
| BR                | -             | 수석교                        | Suseokgyo Br.       | 남양주시                                                                     | 경기도        |               | N/A           | |
| IC                | -             | 수석                          | Suseok              | 수석호평로                                                                   | 경기도        |               | N/A           | |
| IS                | -             | 가운사거리                    | Gaun                | 고산로                                                                       | 경기도        |               | N/A           | |
| 다산지금로와 직결 |               |                               |                     |                                                                              |               |               |               | |

### 기존 구간 및 기존 진출입로
현재와 같이 왕복 8차로로 확장되기 이전의 강변북로는 왕복 4차로인 구간과 왕복 2차로인 구간이 혼재되어 있었으며, 중앙분리대가 설치되어 있지 않았다. 또 진출입로 중에서는 교차로 형태로 되어있고 신호등이 설치되어 있어 진출입시에 신호를 받고 좌회전을 해야 하던 곳도 있었다. 기존 강변북로 구간과 기존 진출입로의 구간은 아래와 같다.
- 성산대교 ~ 한강대교 구간
  - 성산대교 (나들목)
  - 양화대교 (나들목)
  - 상수동 사거리 앞 교차로 (상세명칭 미확인)[33]
  - 서강대교 (나들목)
  - 마포대교 (나들목)
  - 원효로 입구 (교차로)
  - 원효대교 (교차로)
  - 한강대교 (나들목)
  - 한강대교북단 동측 교차로[34][35]
- 동작대교 ~ 성수대교 구간 (현재 현 강변북로의 동작대교 ~ 반포대교 구간, 서빙고로의 서빙고고가도로 ~ 옥수동, 뚝섬로의 옥수동 ~ 성수대교 북단 구간, 개통 당시 왕복 2차로)
  - 동작대교 (나들목)
  - 신동아아파트 (교차로)
  - 반포대교 (나들목)
  - 서빙고고가도로 앞
  - 한남대교 (교차로, 현 한남역삼거리)
  - 동호대교 (교차로, 현 옥수역삼거리)
  - 금호교차로
  - 용비교 (나들목)
  - 성수대교 (나들목)
- 영동대교 ~ 천호대교 구간 (개통 당시 왕복 2차로였으며, 이후 왕복 4차로로 확장)
  - 영동대교 (나들목)
  - 잠실대교 (나들목)
  - 잠실철교 (교차로)[36]
  - 올림픽대교 (나들목)
  - 천호대교 (나들목)

## 교량
- 서호교(4,850m): 양화대교북단 ~ 원효대교북단, 구리방향 전용
- 두모교(3,670m): 반포대교북단 ~ 성수대교북단
- 아차산대교(2,545m): 천호대교북단 ~ 아천 나들목

## 주의 사항
강변북로는 개통과 동시에 자동차 전용도로로 지정되어 있으므로 보행자, 자전거, 손수레, 우마차 등의 통행이 금지되어 있다. 이륜자동차(모터사이클 혹은 오토바이)의 경우는 긴급자동차로 지정된 이륜자동차(싸이카 및 소방용 모터사이클 등)에 한해 통행이 가능하나 그 밖의 이륜자동차나 초소형 전기자동차, 농기계 등은 통행이 금지되어 있다.

## 사진
강변북로
- 1967년의 강변북로
- 강변북로 도로명 표지판
- 가양대교 북단 나들목의 강변북로-자유로 직결구간 중 자유로 일산방면
- 잠두봉지하차도 일산 방면 입구
- 마포대교 북단 나들목과 원효로 램프(표지판 교체 전)
- 잠실대교 북단 나들목-잠실철교 북단 구간(가양대교 방면)
- 잠실철교 북단 - 올림픽대교 북단 구간 중 테크노차도육교
- 올림픽대교 북단 나들목 - 천호대교 북단 나들목 구간(가양대교 방면)

## 사건 · 사고
- 1970년 3월 17일에 강변북로 (구 강변3로) 구간에서 호스티스 정인숙이 살해된 채 발견된 정인숙 피살사건이 발생하였으며, 이 사건은 세간에 제3공화국 권력층에 의한 암살 의혹을 샀다.
- 1987년 11월 1일에 대한민국의 대중음악가 유재하가 용산구 한남동 강변북로 구간에서 교통사고로 사망하는 사고가 있었다.

## 개량계획

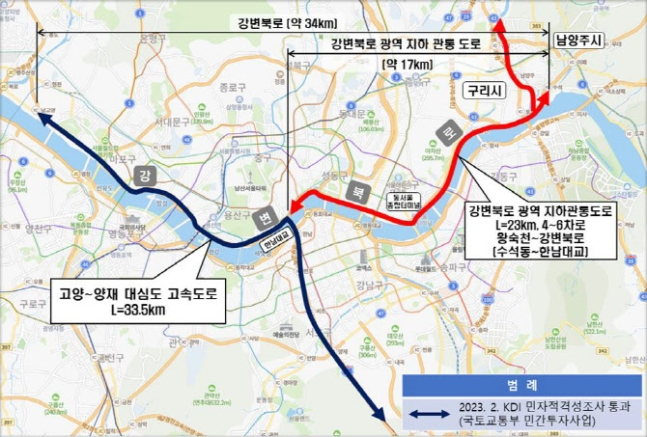
강변북로 고양시 ~ 한남대교 ~ 구리남양주시 구간 지하화 계획도

- 2023년 3월 20일 강변북로 전 구간에 대한 개발계획에 관한 구상안이 발표되었다.

## 같이 보기
- 올림픽대로
- 동부간선도로
- 분당수서로